# Junta Escolar del Distrito de Toronto

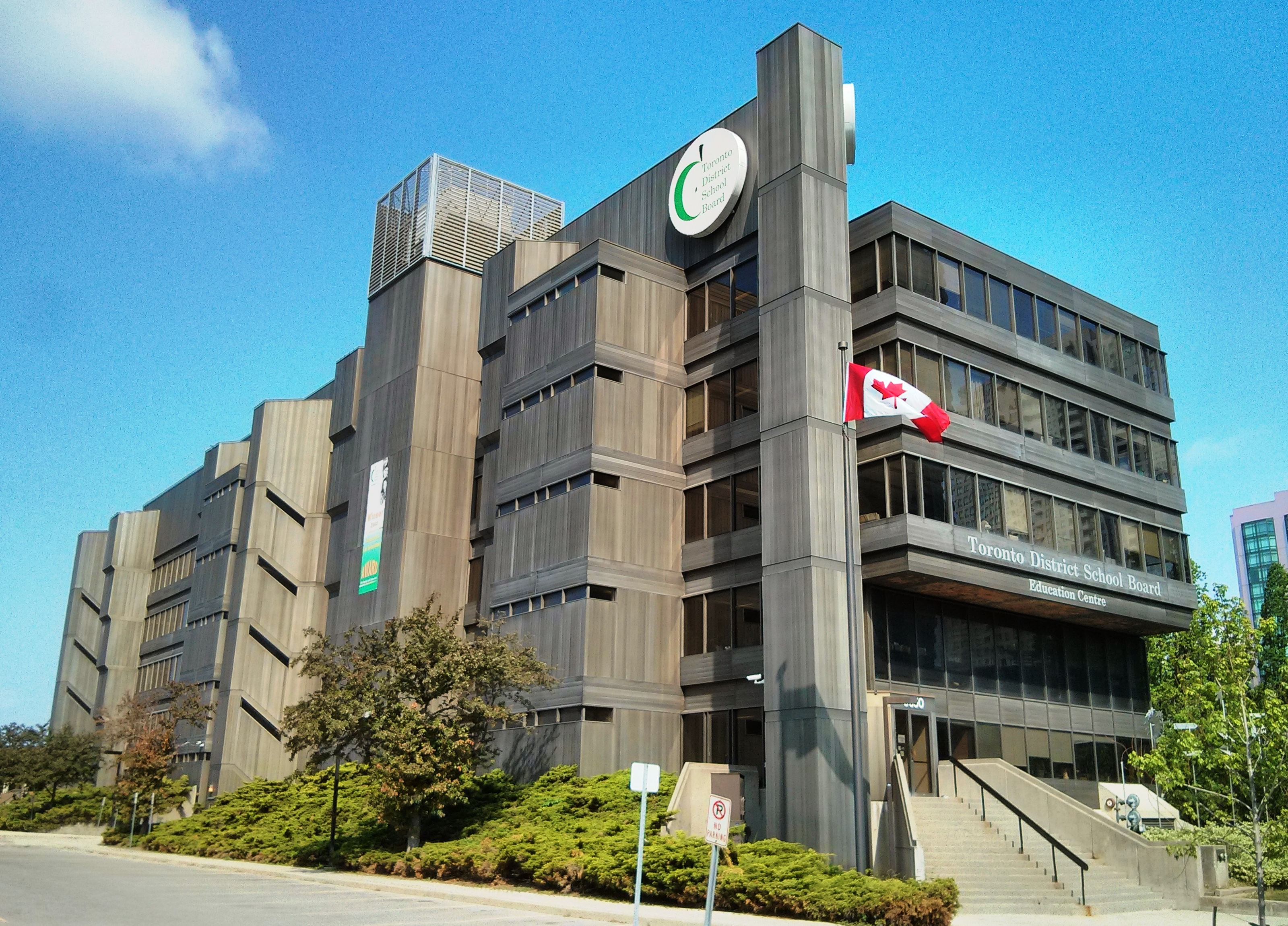
TDSB Education Centre, la sede de TDSB

La Junta Escolar del Distrito de Toronto, o el Consejo Escolar del Distrito de Toronto (Toronto District School Board, TDSB), es un consejo escolar de Toronto, Ontario. Tiene su sede en North York. TDSB es el más grande consejo escolar en Canadá. Tiene 561 escuelas y más de 250.000 estudiantes.